# Мамоново
Мамо́ново, до 1947 года Хайлигенба́йль (нем. Heiligenbeil) — приграничный с Польшей город районного подчинения в Калининградской области Российской Федерации. Основан в 1301 году. С 2004 года является административным центром Мамоновского городского округа.
Население — 8295 чел. (2023).

## Этимология названия
Слово Хайлигенбайль означает «Священная секира». Речь идёт о секире, которой, по преданию, были изрублены изображения языческих богов во время крестового похода против пруссов.
Указом Президиума Верховного Совета СССР от 25 июля 1947 года за подписью Н. М. Шверника и А. Ф. Горкина, Хайлигенбайль был переименован в Мамоново, по фамилии погибшего в октябре 1944 года подполковника Николая Васильевича Мамонова, командира 331-го стрелкового полка, участвовавшего в штурме города, Герой Советского Союза (1945, посмертно).

## География
Город расположен недалеко от побережья Калининградского (Вислинского) залива Балтийского моря, в 48 км от Калининграда и примерно в 5 км от границы с Польшей, в непосредственной близости от места, где река Витушка впадает в реку Мамоновка. К югу от города расположен автомобильный пограничный переход «Мамоново — Гроново», а также недавно открытый переход «Мамоново II — Гжехотки» и железнодорожный «Мамоново — Бранево».

### Климат
Климат Мамоново переходный от умеренно-морского к умеренно континентальному с тёплой короткой зимой и прохладным летом. Вода в июле прогревается в среднем до +20,3 °С. Максимальная температура воды составляет +28,4 °С.
Температура воздуха в основной части города немного выше, чем по данным гидропоста.
| Показатель                                   | Янв. | Фев. | Март | Апр. | Май  | Июнь | Июль | Авг. | Сен. | Окт. | Нояб. | Дек. | Год  |
| -------------------------------------------- | ---- | ---- | ---- | ---- | ---- | ---- | ---- | ---- | ---- | ---- | ----- | ---- | ---- |
| Средняя температура, °C                      | −3,1 | −3,7 | 1,2  | 5,8  | 12,9 | 16,2 | 17,2 | 17,2 | 13,1 | 8,7  | 3,5   | −0,6 | 7,4  |
| Температура воды, °C                         | 0,7  | 0,6  | 2,1  | 8,0  | 14,8 | 18,3 | 20,3 | 19,9 | 15,0 | 9,7  | 4,5   | 1,4  | 10,4 |
| Источник: ЕСИМО (гидропост «Краснофлотское») |      |      |      |      |      |      |      |      |      |      |       |      |      |

## История
Хайлигенбайль был основан в 1301 году на месте деревянной прусской крепости под названием Хайлигенштадте («священный город»). Первое документальное подтверждение существования города относится к 1330 году.
В 1344 году название города было изменено на Хайлигенбайль (нем. Heiligenbeil), однако окончание «beil» может исходить из старопрусского «Bil», что означает «деревня» или «замок». В 1349 году в городе была возведена церковь.
Монастырь августинцев, основанный в 1372 году, сгорел во время «Войны всадников» в 1520 году и не был восстановлен. Город приобрел монастырский колокол, а часть монастырской земли вопреки воле городского руководства епископ Георг фон Поленц продал горожанам под постройку сараев.
Госпиталь Санкт-Георгсхоф впервые упоминается под 1416 годом. В то время он располагался за пределами города. В 1563 году герцог Альбрехт перенес его в Хайлигенбайль, передав бывшие монастырские земли.
Городские пожары, уничтожившие множество зданий, произошли в 1463, 1519, 1677 годах. Пожар 1807 года разрушил 421 здание и 12 складов, опустошив центр города.
Более века Хайлигенбайль был гарнизонным городом. Старейший прусский полк, 4-й гренадерский, называвшийся также Финкенштейнским полком (нем. Regiment Finckenstein) и полком Фридриха Великого, дислоцировался здесь на протяжении 35 лет. Другие полки, как, например, 5-й гренадерский (Донаский) и 3-й гренадерский (герцога фон Гольштейн-Бек), расквартировывались в городе на существенно меньшее время. После «освободительной войны 1812 года» Хайлигенбайль не имел гарнизона до 1936 года.
В 1818 году в ходе административной реформы, осуществлённой в Восточной Пруссии, был образован округ Хайлигенбайль (нем. Kreis Heiligenbeil) в составе Кенигсбергского района (нем. Bezirk Königsberg). С 1819 года в Хайлигенбайле размещена штаб-квартира округа (Landkreis).
В 1853 году через город прошла линия железной дороги Кенигсберг — Берлин.
С 1895 года в городе действовала фабрика Ostdeutschen Maschinenfabrik, производящая сельскохозяйственные машины и инструменты.
Помимо этого, важнейшего, предприятия в Хайлигенбайле имелись мельница, лесопилка, цементный завод, кирпичная фабрика, фабрика легких металлов, древообрабатывающая фабрика, типография и издательство городской газеты, сельскохозяйственная школа. Действующая с 1842 года Хайлигенбайльская окружная сберегательная касса была первой в Восточной Пруссии и её устав часто копировали другие округа.
В 1900 году в городе проживало 3800 человек, занимающихся, в частности, работой в текстильной и металлургической промышленности; в 1939 году население города составляло 12 100 жителей.
В 1930-е годы была построена железная дорога Хайлигенбайль — Цинтен — Розиттен — Прейсиш-Эйлау. Её строительство было спланировано ещё в 1913 году, однако помешала Первая мировая война и начавшийся в 1929 году мировой экономический кризис, который особенно сильно затронул Германию. После прихода к власти национал-социалистов во главе с Адольфом Гитлером в 1933 году в стране начались реформы, направленные на восстановление экономики. 16 марта 1935 года Германия отказалась выполнять положения Версальского договора о демилитаризации и восстановила свой военный суверенитет. С этого же года началась милитаризация немецкой экономики. Когда в 1934 году новое правительство Рейха создало новый большой военный полигон Штаблак с военным городком «Штаблак-Норд» близ Домтау/Грундфельда в рамках укрепления войск в Восточной Пруссии, то строительство железной дороги стало военной необходимостью. Оно началось летом 1934 года (после 1945 года линия была разобрана).

### 1945 год
К началу 1945 году Хайлигенбайль являлся пристанищем для многочисленных беженцев и одновременно плацдармом германских войск. 
В январе 1945 года советские войска начали наступательную операцию в Восточной Пруссии. В феврале и марте 1945 года город стал ареной ожесточенных боёв между войсками советского 3-го Белорусского Фронта и немецкой 4-й Армии вермахта, защищавшей подступы к порту, из которого велась эвакуация по морю. В городе в советское окружение попала значительная часть 4-й немецкой армии.
Перегруппировав силы маршал А. М. Василевский решил вначале уничтожить группировку немецких войск, прижатую к заливу Фришес-Хафф, для чего прекратил наступление на Земландском полуострове и перенёс направление удара на Хайлигенбайль. Подготовка к ликвидации Хейльсбергской группировки немецких войск (остатки 19 дивизий) велась с 22 февраля по 12 марта 1945 года. Операция началась 13 марта 1945 года и проводилась силами 3-й (командующий — генерал-полковник Александр Васильевич Горбатов), 28-й (командующий — генерал-лейтенант Александр Александрович Лучинский) и 31-й армий (командующий — генерал-лейтенант Пётр Григорьевич Шафранов).
К 18 марта Хайлигенбайль был окончательно отрезан от Кёнигсберга. В результате советских бомбардировок 18 и 19 марта 1945 года, центральная и, соответственно, старая часть города были практически полностью уничтожены, а постоянные артобстрелы довершили разрушение. Последние эпизоды отчаянной борьбы за Хайлигенбайль разыгрались в ночь с 23 на 24 марта 1945 года, ночной атакой войск Советской Армии был взят последний рубеж обороны и 25 марта 1945 года город перешел в их руки. В ночь на 26 марта немецкие войска осуществили переправу раненых, больных и обмороженных солдат и офицеров 4-й армии на косу Фрише-Нерунг. Отход прикрывали добровольцы 102-й, 131-й, 170-й, 292-й дивизий и дивизии «Великая Германия».
В результате боев город был почти полностью уничтожен, вместе с готической приходской церковью XIV века и ратушей в стиле классицизма. Сгорели, или были разрушены машиностроительная и мебельная фабрики, газовый завод, трансформаторная подстанция, маслозавод. Лесопильный и самолёторемонтный заводы были демонтированы.

### История города после 1945 года
В 1947 году Хайлигенбайль был переименован в честь Героя Советского Союза подполковника Николая Мамонова (1919—1944), командовавшего 331-м стрелковым полком, участвовавшим в боях за этот город.
По Указу Президиума Верховного Совета РСФСР от 25 июля 1947 года населённый пункт Мамоново вошел в состав Ладушкинского района Калининградской области и до 1951 года имел статус поселка. Указом Президиума Верховного Совета РСФСР 28 марта 1951 года Мамоново стало городом районного подчинения, находившимся в составе Ладушкинского района.
В ноябре 1945 года приказом Кёнигсбергской таможни организован таможенный пост. К июню 1946 года был восстановлен водопровод, работали мельница и магазин военторга. Позже были открыты больница, швейная и сапожная мастерские районного промкомбината, пункт областной конторы «Заготзерно». 30 октября 1946 года открылась Хайлигенбайльская семилетняя школа. В том же году начала функционировать изба-читальня, в 1947 году превратившаяся в библиотеку.
В ноябре 1946 года в Хайлигенбайле проживало 1608 человек, в том числе 751 немец. В сентябре 1946 года сюда прибыли переселенцы из Куйбышевской области, за ними — эшелоны из Горьковской, Тамбовской и Ростовской областей. В октябре 1947 года в Мамоново проживало 2948 человек, в том числе 950 человек немецкого населения. Возле Мамоново находился аэродром, на котором дислоцировались четыре авиаполка и батальон аэродромного обслуживания.
К концу 1947 года в черте населённого пункта Мамоново уже существовали рыболовецкий колхоз и моторно-рыболовная станция, началось строительство рыбзавода. Мамоновский рыбный завод, переименованный в 1953 году в Мамоновский рыбоконсервный комбинат (МРКК) Балтгосрыбтреста, начал работу с 1949 года.
Восстановленный после войны город находится немного северо-западнее своего довоенного расположения. К югу от города находится кладбище немецких солдат, погибших во время боев за город (4700 человек).
23 октября 1997 года постановлением Калининградской областной Думы № 75 из состава Багратионовского района было выделено муниципальное образование «Город Мамоново».
29 апреля 2004 года законом Калининградской области от № 395 муниципальное образование «Город Мамоново» наделено статусом городского округа (с 10 июля 2010 года — Мамоновский городской округ).

## Население
| 1959  | 1970  | 1979  | 1989  | 1996  | 1998  | 2000  | 2001  | 2002  | 2005  | 2006  |
| ----- | ----- | ----- | ----- | ----- | ----- | ----- | ----- | ----- | ----- | ----- |
| 5459  | ↗7275 | ↗8001 | ↘7816 | ↗8100 | →8100 | →8100 | →8100 | ↘7393 | ↗7500 | →7500 |
| 2007  | 2008  | 2009  | 2010  | 2011  | 2012  | 2013  | 2014  | 2015  | 2016  | 2017  |
| →7500 | →7500 | ↗7673 | ↗7761 | ↗7800 | ↗8055 | ↘8028 | ↗8105 | ↘8075 | ↗8084 | ↘8056 |
| 2018  | 2019  | 2020  | 2021  | 2023  |       |       |       |       |       |       |
| ↘7953 | ↗7988 | ↗8014 | ↗8314 | ↘8295 |       |       |       |       |       |       |

На 1 января 2025 года по численности населения город находился на 973-м месте из 1124 городов Российской Федерации.
Национальный состав
По переписи 2010 года:

| - русские — 86,7 % - белорусы — 3,8 % - украинцы — 3,7 % - немцы — 1,2 % | - армяне — 0,4 % - татары — 0,4 % - мордва — 0,4 % - азербайджанцы — 0,3 % | - чуваши — 0,3 % - литовцы — 0,3 % - поляки — 0,3 % - лезгины — 0,3 % - остальные — 1,9 % |

По итогам переписи населения 2020 года проживали следующие национальности (национальности менее 0,1 % и другое, см. в сноске к строке «Другие»):
| Национальность | Численность, чел. | Доля     |
| -------------- | ----------------- | -------- |
| Русские        | 7762              | 93,36 %  |
| Белорусы       | 87                | 1,05 %   |
| Украинцы       | 85                | 1,02 %   |
| Немцы          | 32                | 0,38 %   |
| Узбеки         | 25                | 0,30 %   |
| Литовцы        | 20                | 0,24 %   |
| Таджики        | 15                | 0,18 %   |
| Киргизы        | 14                | 0,17 %   |
| Казахи         | 13                | 0,16 %   |
| Азербайджанцы  | 13                | 0,16 %   |
| Поляки         | 11                | 0,13 %   |
| Татары         | 10                | 0,12 %   |
| Другие         | 227               | 2,73 %   |
| Итого          | 8314              | 100,00 % |

## Транспорт
В Мамоново расположена одноимённая железнодорожная станция Калининградской железной дороги. Эта станция относится к железнодорожной линии Калининград — Мамоново (польская граница).
В Мамоново расположен пограничный переход (железнодорожный и автотранспортный).

## Экономика
- Мамоновский рыбоконсервный комбинат — открыт в 1949
- Мамоновская рыбка — крупнейшее предприятие Калининградской области в сфере переработки рыбы и рыбной продукции[источник не указан 875 дней]. Официально зарегистрированный товарный знак с 2022 года, который повсеместно представлен на рыбном рынке Московской, Краснодарского края и Калининградской области[источник не указан 875 дней].
- Завод "Хипп"– занимается производством детского питания.

## Туризм
- Мамоновский городской музей — открыт в 2011. Директор — Шилов Дмитрий Адольфович. Сайт: http://www.mamonovomuseum.ru/

## Памятники
- Памятник шпротам — открыт в 2008.
- В городе похоронен Иван Максимович Удовиченко — советский лётчик, Герой Советского Союза[31].
- Храм Крещения Господня.
- Постановлением Правительства Калининградской области от 23 марта 2007 года №132 руины кирхи Святого Николая получили статус объекта культурного наследия регионального значения.
- Памятник герою Советского Союза Н.В. Мамонову

## Города-побратимы
- Прабуты, Польша